# Charlotte van Gils
Charlotte van Gils (Velsen, 5 luglio 1986) è un'ex snowboarder olandese.

## Biografia
Specializzata nello slopestyle e attiva a livello internazionale dal gennaio 2011, la van Gils ha debuttato in Coppa del Mondo il 26 febbraio 2012, vincendo lo slopestyle di Stoneham, nella stessa stagione ha vinto la Coppa del Mondo di disciplina.
In carriera non ha mai preso parte a rassegne olimpiche, mentre ha gareggiato in una iridata.

## Palmarès

### Coppa del Mondo
- Vincitrice della Coppa del Mondo di slopestyle nel 2012
- Miglior piazzamento nella Coppa del Mondo generale di freestyle: 9ª nel 2012
- 1 podio:
  - 1 vittoria

#### Coppa del Mondo - vittorie
| Data             | Luogo    | Paese  | Disciplina |
| ---------------- | -------- | ------ | ---------- |
| 26 febbraio 2012 | Stoneham | Canada | SBS        |

Legenda:

SBS = Slopestyle